# Nikon Z 6
A Nikon Z 6 egy 24,5-megapixeles FX-formátumú, Z-bajonnettes digitális tükör nélküli fényképezőgép, amelyet a Nikon a Z 7-tel együtt, 2018. augusztus 23-án jelentett be, majd 2018. november 16-án adott ki.
2018 decemberéig három Z-bajonettes objektív jelent meg: a Nikkor Z 24-70mm f/4 S, a Z 35mm f/1.8 S és a Z 50mm f/1.8 S. Az FTZ bajonettadapter lehetővé teszi a korábbi, F-bajonettes Nikkor objektívek használatát (teljes kompatibilitással).
2018-ban a Nikon egy három éves ütemtervet adott ki a 2019 és 2021 között megjelenő Z-bajonettes objektívekről (ezen a listán kilenc darab objektív szerepelt).

## Tulajdonságok

### A Z 7-től eltérő tulajdonságok
- 24,5 megapixeles BSI CMOS képérzékelő
- ISO-tartomány: 100–51 200
- 273-pontos AF rendszer, ami automatikusan kapcsol át fázisérzékelős és kontrasztérzékelős módok között (a fókuszpontok a kereső 90%-át fedik)
- 12 kép/mp sorozatfelvétel (14-bit NEF/RAW: 9 kép/mp)

### A Z 7-tel megegyező tulajdonságok
- Nikon Expeed 6 képfeldolgozó processzor
- Új, 55 mm széles Nikon Z-bajonett (16 mm-es bázistávolság)
- Az F-bajonettes objektívek az FTZ bajonettadapter segítségével használhatóak
- Belső képstabilizátor (5-stop)
- Elektronikus kereső 3,7 millió pontos kijelzővel, 0.8×-s nagyítással, 37° fokos betekintési szöggel
- Hátsó, 3.2"-es kihajtható érintőképernyő (2,1 millió képponttal)
- 1080p 120 fps-ig, 4K videófelvétel 30 fps-ig, tömörítetlen videókimenet HDMI-n (10-bit N-Log)
- Fizetős "RAW upgrade" lehetősége ($200), a 12-bites ProRes RAW külső videófelvételhez
- Nikon EN-EL15b újratölthető Li-ion, valamint támogatja az EN-EL15a és az EN-EL15 akkumulátorokat is

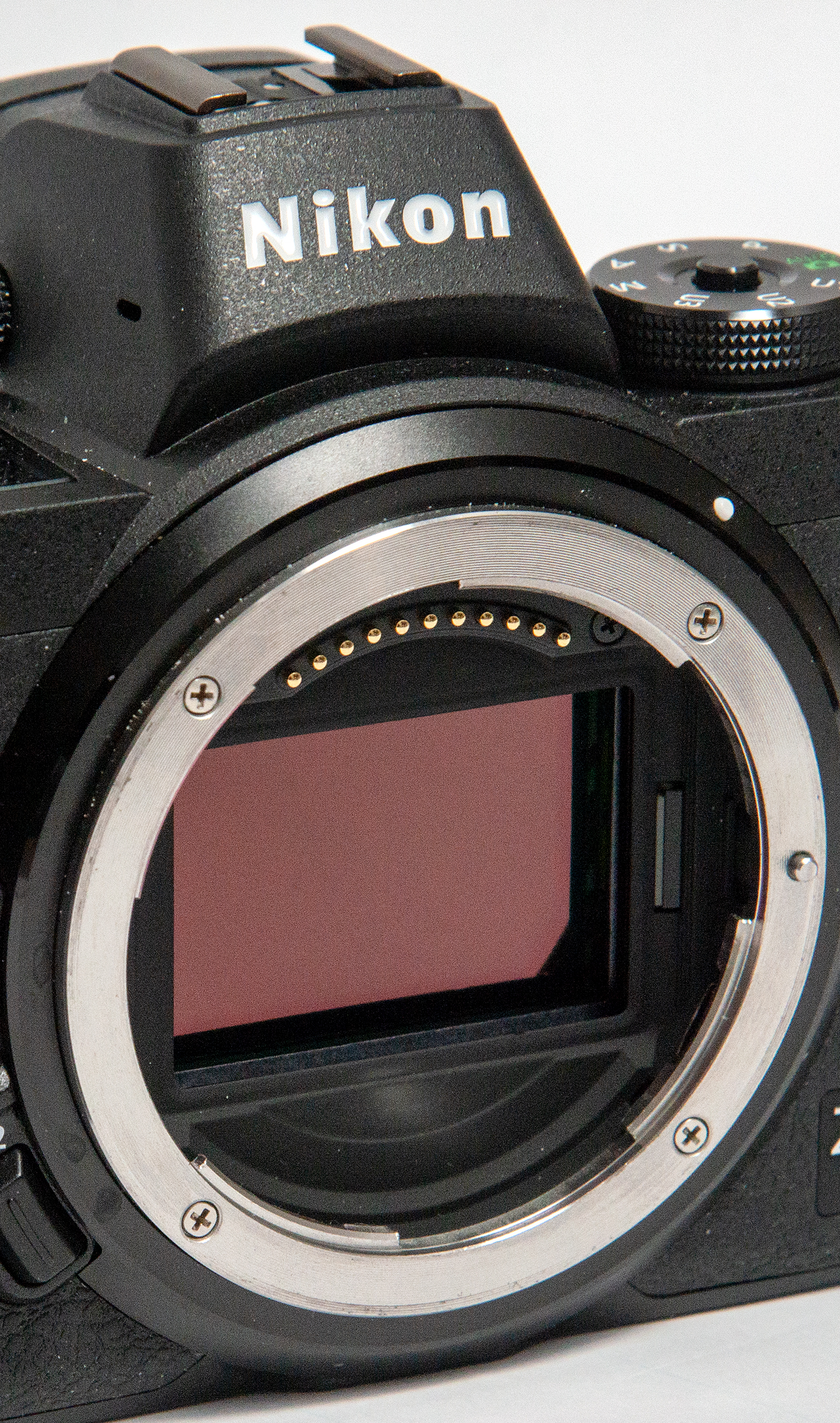
A Z-bajonett és a Z 6 képérzékelője
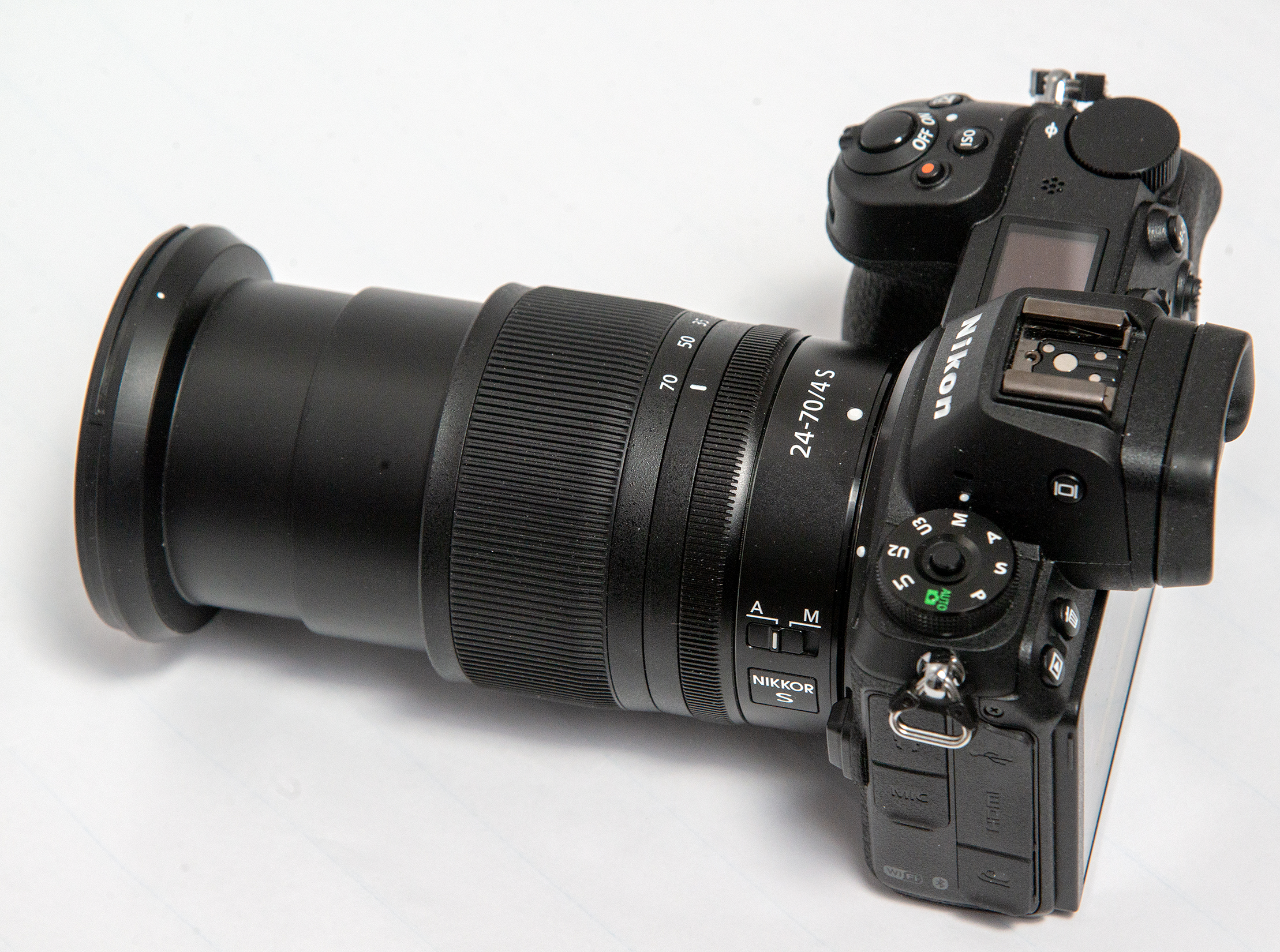
Z 6 + NIKKOR Z 24-70mm f/4 S
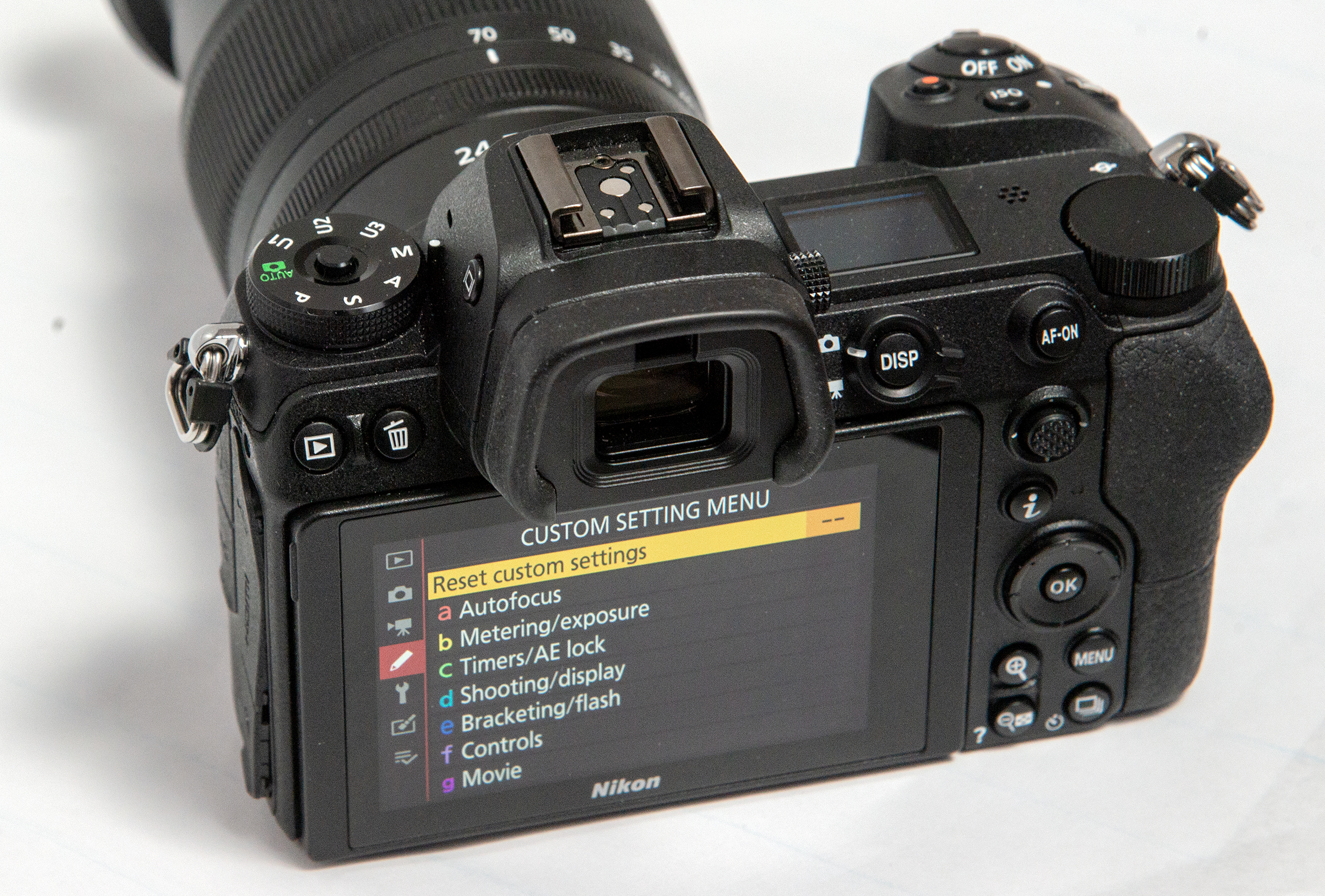
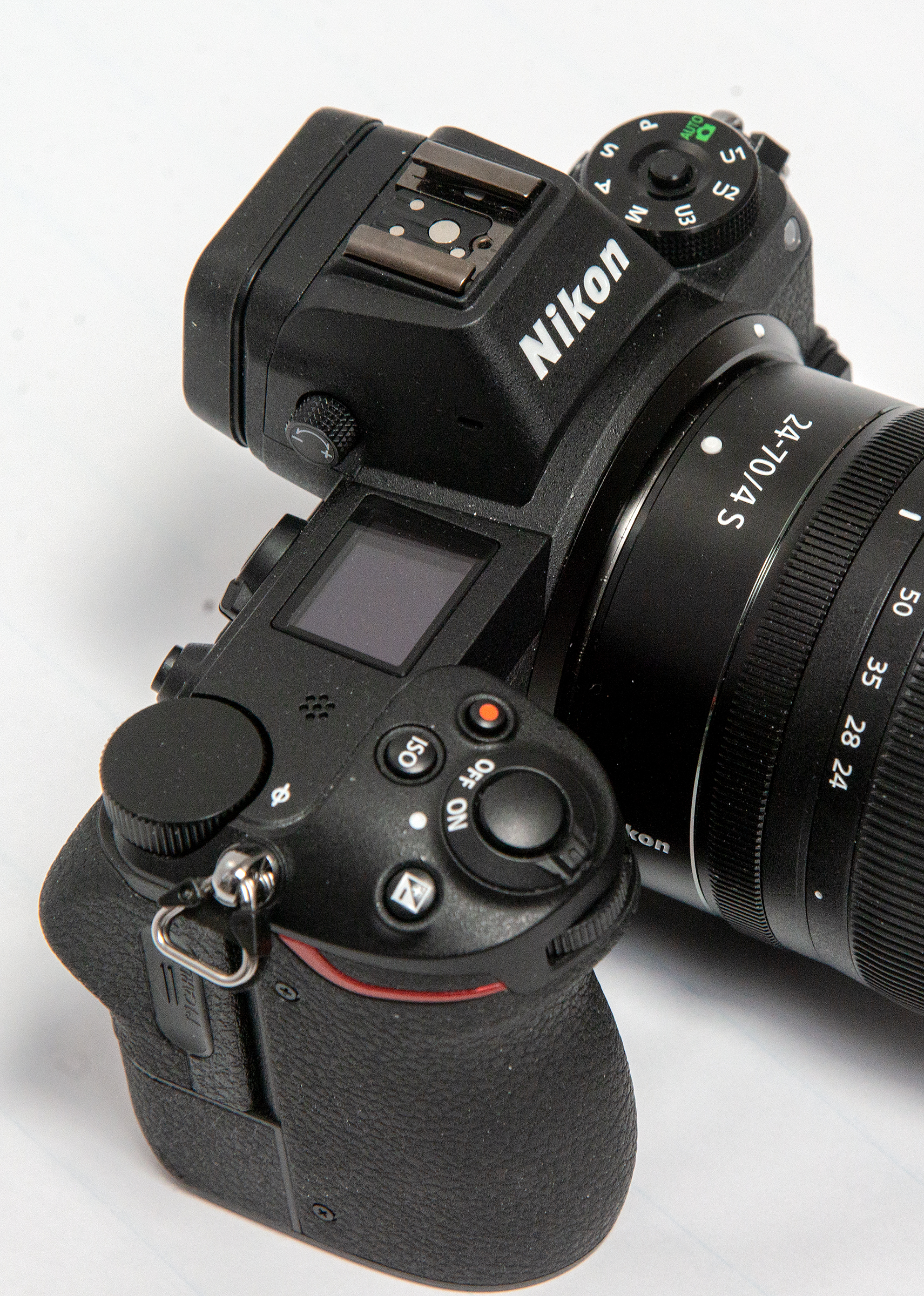
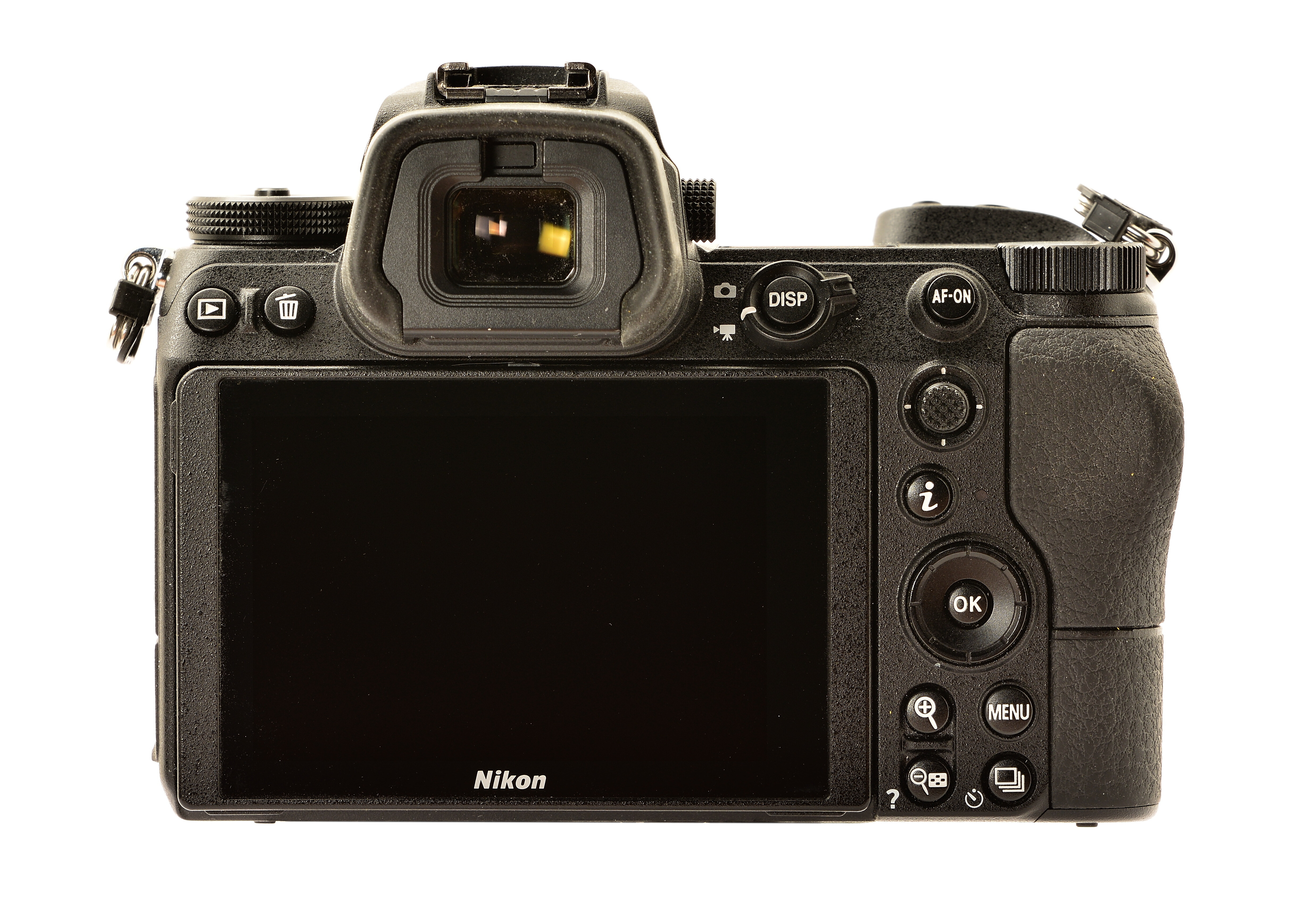
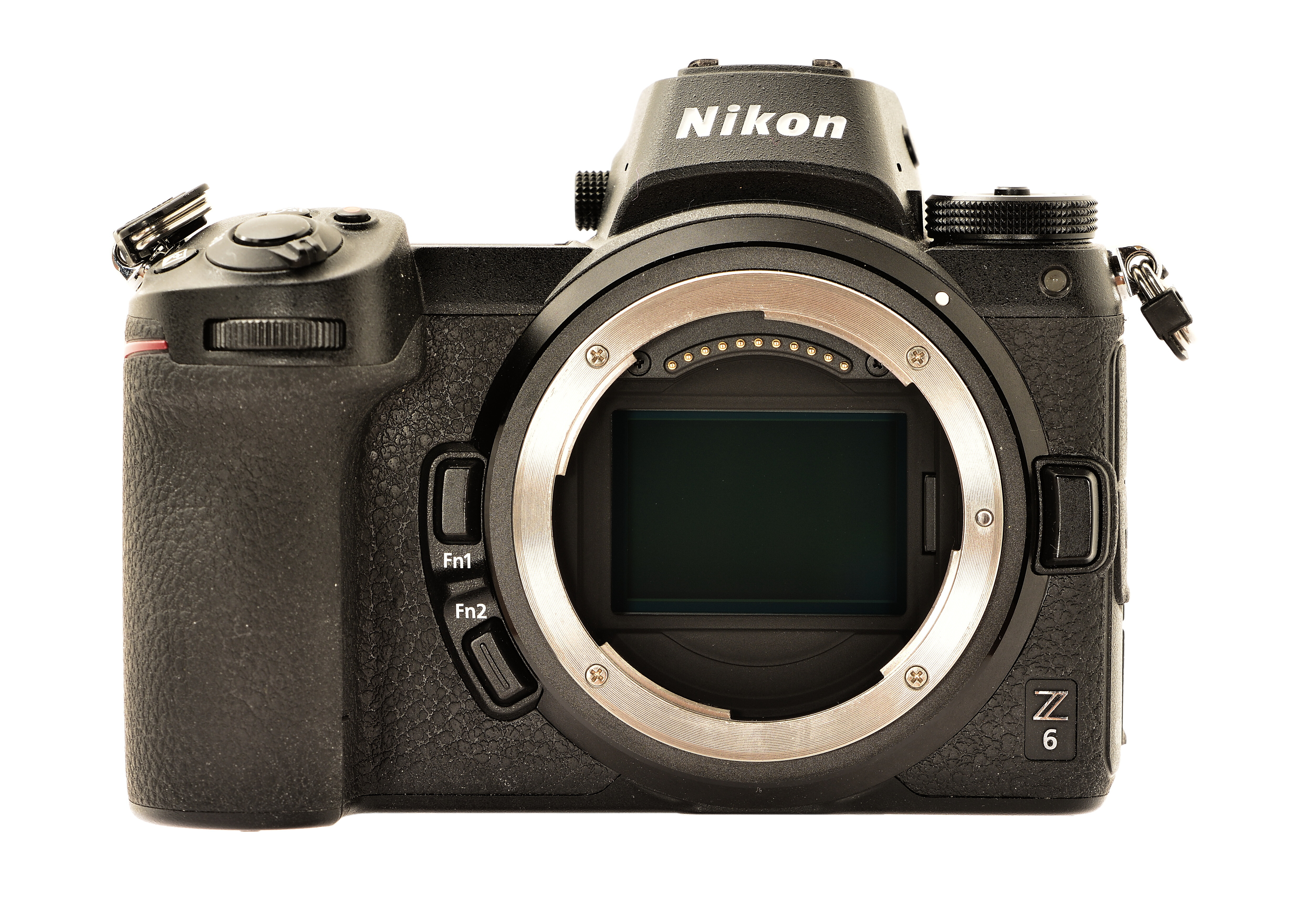
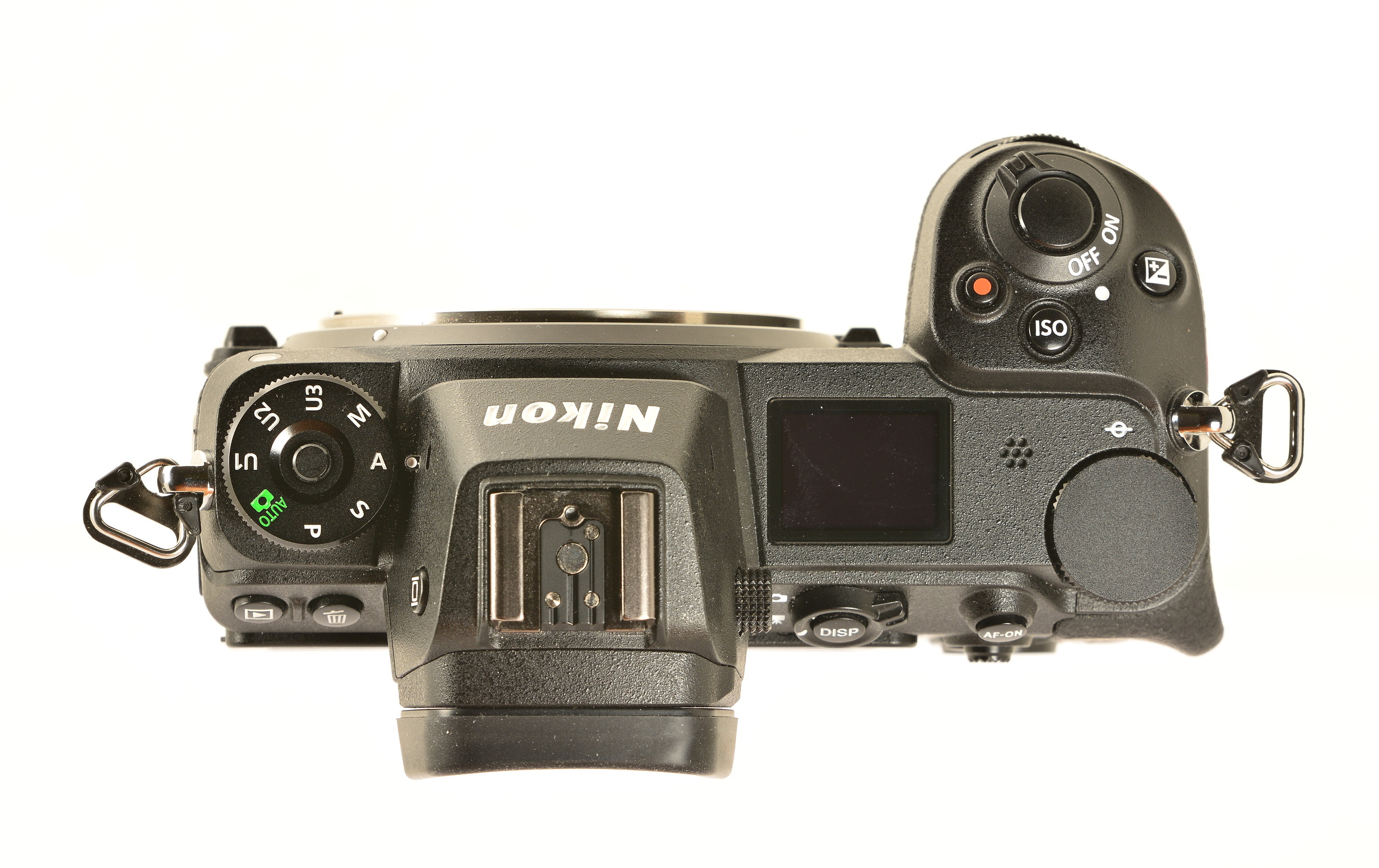
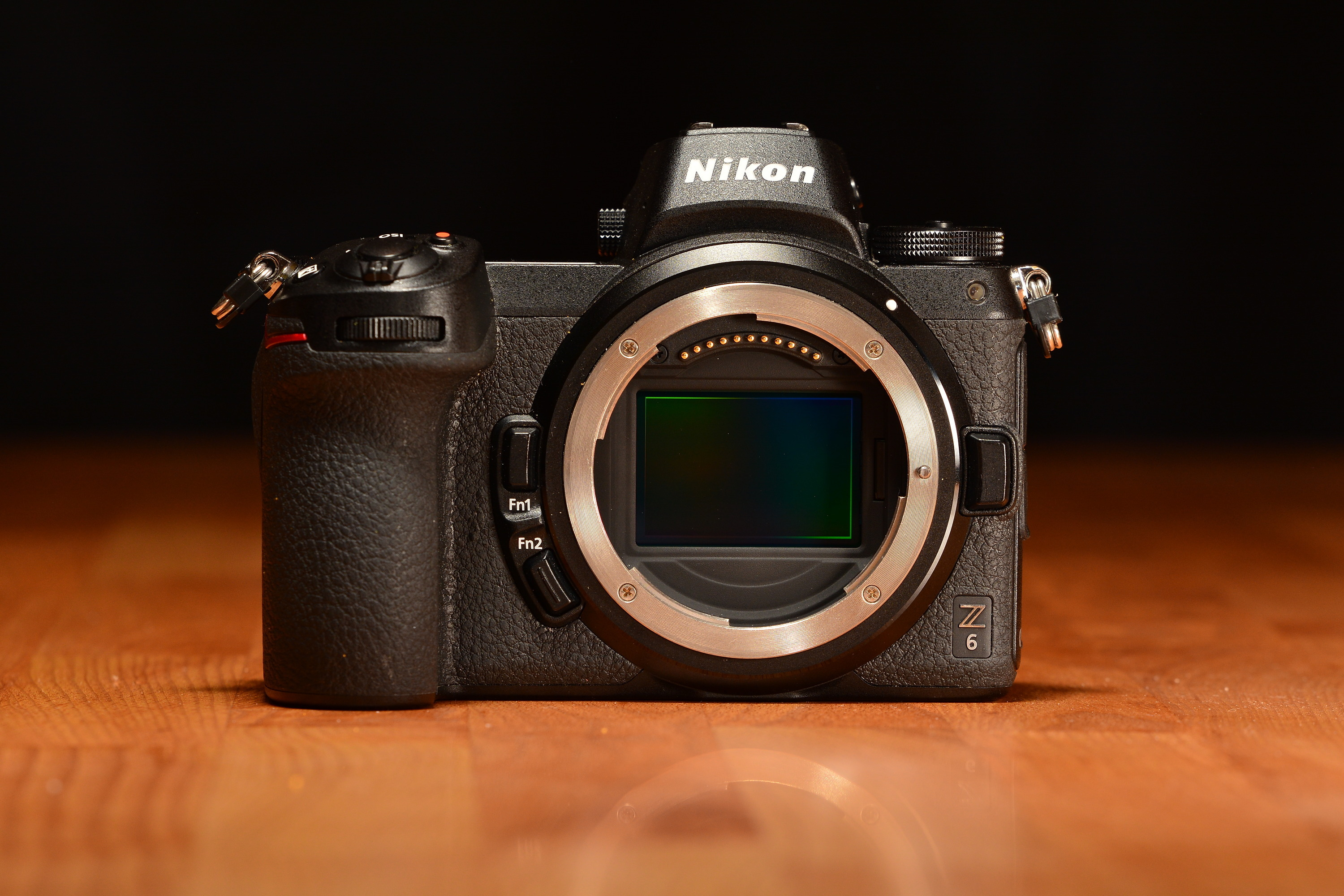

## Videórögzítési képesség és formátumok
A Z 6 belsőleg képes 4K és 1080p felbontású videók rögzítésére. Külső videórögzítők a HDMI type-C csatlakozón keresztül használhatóak. A fényképezőgép képes a tiszta, nyers HDMI-outputra (clean feed) videó módban.
| Felbontás | Képkockasebesség (fps) | Bitmélység | Felvételi mód  | Elérhető képprofilok                      | Szenzorméret | Mintavételezési mód             |
| --------- | ---------------------- | ---------- | -------------- | ----------------------------------------- | ------------ | ------------------------------- |
| 3840×2160 | 30/25/24 fps           | 12-bit     | Külső          | ProRes RAW ("RAW upgrade" szükséges)      | FX DX        | Pixel skipping                  |
| 3840×2160 | 30/25/24 fps           | 10-bit     | Külső          | Alap képprofilok ("flat" profil is) N-Log | FX DX        | Downsampling ?                  |
| 3840×2160 | 30/25/24 fps           | 8-bit      | Belső és külső | Alap képprofilok ("flat" profil is)       | FX DX        | Downsampling ?                  |
| 1920×1080 | 120/100 fps            | 8-bit      | Belső          | Alap képprofilok ("flat" profil is)       | FX           | Pixel binning és downsampling   |
| 1920×1080 | 60/50/30/25/24 fps     | 12-bit     | Külső          | ProRes RAW ("RAW upgrade" szükséges)      | FX DX        | Pixel skipping                  |
| 1920×1080 | 60/50 fps              | 10-bit     | Külső          | Alap képprofilok ("flat" profil is) N-Log | FX DX        | Pixel binning és downsampling ? |
| 1920×1080 | 60/50 fps              | 8-bit      | Belső és külső | Alap képprofilok ("flat" profil is)       | FX DX        | Pixel binning ?                 |
| 1920×1080 | 30/25/24 fps           | 10-bit     | Külső          | Alap képprofilok ("flat" profil is) N-Log | FX DX        | Downsampling ?                  |
| 1920×1080 | 30/25/24 fps           | 8-bit      | Belső és külső | Alap képprofilok ("flat" profil is)       | FX DX        | Downsampling ?                  |

## Firmware frissítések
A Z 6 számos firmware frissítést kapott megjelenése óta. A Z 6 és a Z 7 firmware frissítéseiben ezidáig nagyjából azonos változásokat eszközöltek, valamint ezek egyforma firmware-verziószámokat is kaptak. A fényképezőgépről megjelent tesztek és kritikák némelyikét frissítették, hogy a firmware frissítések által hozott autofókusz-javításokra is kitérjenek. A Nikon öt és fél évvel a Z 6 megjelenése után is adott ki firmware frissítést a fényképezőgéphez, annak ellenére, hogy 2020 végén a Z 6II váltotta le a modellt a kínálatban.
| Verzió | Megjelenés          | Fő változások, megjegyzések |
| ------ | ------------------- | --- |
| 1.0    | 2018. november 23.  | - Első firmware-verzió |
| 1.1    | ?                   | - Hibajavítások |
| 2.0    | 2019. július 31.    | - Szemérzékeléses autofókusz fényképek készítésénél - Expozíció-követés a 12 kép/mp-es sorozatfelvételi módban is (high-speed extended) - Hibajavítások |
| 2.01   | ?                   | - Hibajavítások |
| 2.1    | 2019. november 21.  | - A Nikkor Z objektíveken lévő testre szabható irányító gyűrű (Control Ring) ISO-t is képes állitani - Nikkor Z DX VR objektívek támogatása - Jobb szemérzékeléses autofókusz |
| 2.20   | 2019. december 17.  | - Sony CFexpress Type-B memóriakártyák támogatása - Fizetős "RAW upgrade" lehetősége ($200), a 12-bites ProRes RAW külső videófelvételhez - Hibajavítás |
| 3.0    | 2020. február 17.   | - Szemérzékeléses autofókusz állatokhoz (kutyák és macskák) fényképek készítésénél - Arcérzékeléses autofókusz állatokhoz videók készítésénél - Javított a célkövetési autófokusz (subject tracking AF) - ProGrade, Lexar, SanDisk Extreme Pro CFexpress Type-B memóriakártyák támogatása - Objektíven lévő Fn2-kapcsolók támogatása - Objektíven lévő fókuszlimit-kapcsolók támogatása - Hibajavítások |
| 3.10   | 2020. július 21.    | - TC-1.4x és TC-2.0x telekonverterek támogatása - F-bajonettes objektívek firmware-frissítése FTZ-adapteren keresztül - Atomos-protokollt használó külső rögzítők távirányítása - Hibajavítások |
| 3.11   | 2020. szeptember 9. | - MB-N10 akkupack/grip használatához kapcsolódó hibajavítás |
| 3.12   | 2020. október 15.   | - AF-finomhangolással kapcsolatos hibajavítás |
| 3.20   | 2020. december 17.  | - Blackmagic RAW videófelvétel Blackmagic Design márkájú külső videórögzítőkhöz ("RAW upgrade" szükséges) - A ProRes RAW formátumban rögzített videók ISO-érzékenysége állítható Final Cut Pro X-ben - Nikkor Z 50mm f/1.2 S támogatása - Hibajavítások |
| 3.30   | 2021. április 26.   | - Hangjegyzetek - A gép ébresztésénél visszaáll az utolsó ismert fókusz (ahelyett, hogy a végtelenbe fókuszáljon) |
| 3.31   | ?                   | - Nikkor Z MC 50mm f/2.8 és Z MC 105mm f/2.8 VR objektívek támogatása - Hibajavítás |
| 3.40   | 2021. november 10.  | - Jobb szem- és arcérzékeléses autofókusz - FTZ II adapter támogatása - Nikkor Z 24–120mm f/4 S és Z 28–75mm f/2.8 objektívek támogatása - Hibajavítások |
| 3.50   | 2022. október 20.   | - Fókuszpozíció mentése és visszaállítása - Hibajavítások |
| 3.60   | 2023. július 12.    | - MC-N10 vezeték nélküli markolat támogatása |
| 3.70   | 2024. július 17.    | - Változtak az alapértelmezett értékek drótnélküli kapcsolat esetén - Hibajavítások MC-N10 vezeték nélküli markolathoz |
| 3.80   | 2025. május 13.     | - Hibajavítás: "Bulb" és "time" záridős beállításnál a fénykép helytelen Exif adattal rendelkezett |